# Жез
Жез (фр. Gez, окс. Gès) — коммуна во Франции, находится в регионе Юг — Пиренеи. Департамент — Верхние Пиренеи. Входит в состав кантона Аржелес-Газост. Округ коммуны — Аржелес-Газост.
Код INSEE коммуны — 65202.

## География
Коммуна расположена приблизительно в 680 км к югу от Парижа, в 145 км юго-западнее Тулузы, в 29 км к юго-западу от Тарба.
По территории коммуны протекает небольшая река Байет (фр. Bayet).

## Климат
Климат умеренно-океанический с солнечной тёплой погодой и обильными осадками на протяжении практически всего года.

## Население
Население коммуны на 2010 год составляло 304 человека.
| 1962 | 1968 | 1975 | 1982 | 1990 | 1999 | 2010 |
| ---- | ---- | ---- | ---- | ---- | ---- | ---- |
| 220  | 222  | 204  | 216  | 215  | 234  | 304  |

## Экономика
В 2010 году среди 193 человек трудоспособного возраста (15-64 лет) 135 были экономически активными, 58 — неактивными (показатель активности — 69,9 %, в 1999 году было 70,0 %). Из 135 активных жителей работали 130 человек (70 мужчин и 60 женщин), безработных было 5 (2 мужчин и 3 женщины). Среди 58 неактивных 18 человек были учениками или студентами, 27 — пенсионерами, 13 были неактивными по другим причинам.